# The Sherry-Netherland
The Sherry-Netherland ist ein historisches 4-Sterne-Hotel in der Upper East Side in Manhattan in New York City, Vereinigte Staaten.
Der Wolkenkratzer steht an der Nordostecke der Kreuzung Fifth Avenue und East 59th Street im wohlhabenden Viertel Lenox Hill. Jenseits der Fifth befinden sich gegenüber der Grand Army Plaza, das weltbekannte Hotel The Plaza und die Südostecke des Central Parks. Benachbarte Gebäude sind südlich das General Motors Building und ein gläserner Kubus als Eingang zu dem unterirdischen Apple-Store „Fifth Avenue“ sowie nördlich das Hochhaus 785 5th Avenue, wo ein Zugang zur Station 5 Av-59 St der New York City Subway mit den Linien  existiert. Die Hauptadresse des Hotels lautet 781 Fifth Avenue, die Nebenadresse ist East 59th Street.

## Beschreibung
Das Hotel Sherry-Netherland wurde von den Architektenbüros Schultze & Weaver und Buchman & Kahn entworfen. Es hat eine Höhe von 170,7 Meter und besitzt 38 Etagen. Auf dem Grundstück des Hotels befand sich zuvor das in den 1890er Jahren von William Hume für William Waldorf Astor entworfene Hotel The Netherland. Im Winter 1926 wurde es abgerissen und man begann anschließend mit den Bauarbeiten für das Hotel Sherry-Netherland. Das noch im Bau befindliche Gebäude wurde im März 1927 an die Louis Sherry, Inc. verkauft. Einige Monate vor der Fertigstellung erlitten am 12. April 1927 die Stockwerke ab der 32. Etage durch ein Feuer einen schweren Schaden, als ein hölzernes Baugerüst entflammte. Das Feuer brannte für zwölf Stunden und die Flammen sollen von Long Island aus gesehen worden sein. Daraufhin entzündete sich eine Debatte in der Presse über die Fähigkeit der verfügbaren Technologie, Feuer in Hochhäusern zu löschen. Die offizielle Eröffnung des Hotels fand am 1. November 1927 statt. 1949 wurde Sherry-Netherland an die Atlas Corporation von Floyd Odlum und Boyd Hatch verkauft. Das Gebäude beherbergt 165 Apartments, die 1954 in Genossenschaftswohnungen (Co-op) umgewandelt wurden sowie 50 Hotelzimmer und Suiten.
Die ersten vier Etagen sind mit Marmorplatten verkleidet, darüber besteht die Fassade aus Ziegelstein. Ab der 24. Etage erhebt sich der Turm ähnlich einem Minarett, das von einem mit Dachgauben und Wasserspeiern umgebenen Pyramidendach mit Turmspitze gekrönt ist. Im Turm befindet sich pro Stockwerk nur ein einziges Apartment. Das Kreuzgewölbe in der Lobby ist mit einem 80 m² großen Gemälde von Joseph Aruta ausgestaltet, das sich an Raffaels Fresken in der Kardinal Bibbienna’s Loggetta im Vatikanischen Palast in Rom orientiert. Im Jahr 2014 wurde das zwischenzeitlich übermalte Gemälde restauriert und seine ursprüngliche Pracht wiederhergestellt. Das Hotel ist seit dem 19. Mai 1981 Teil des Upper East Side Historic Districts.

## Ansichten

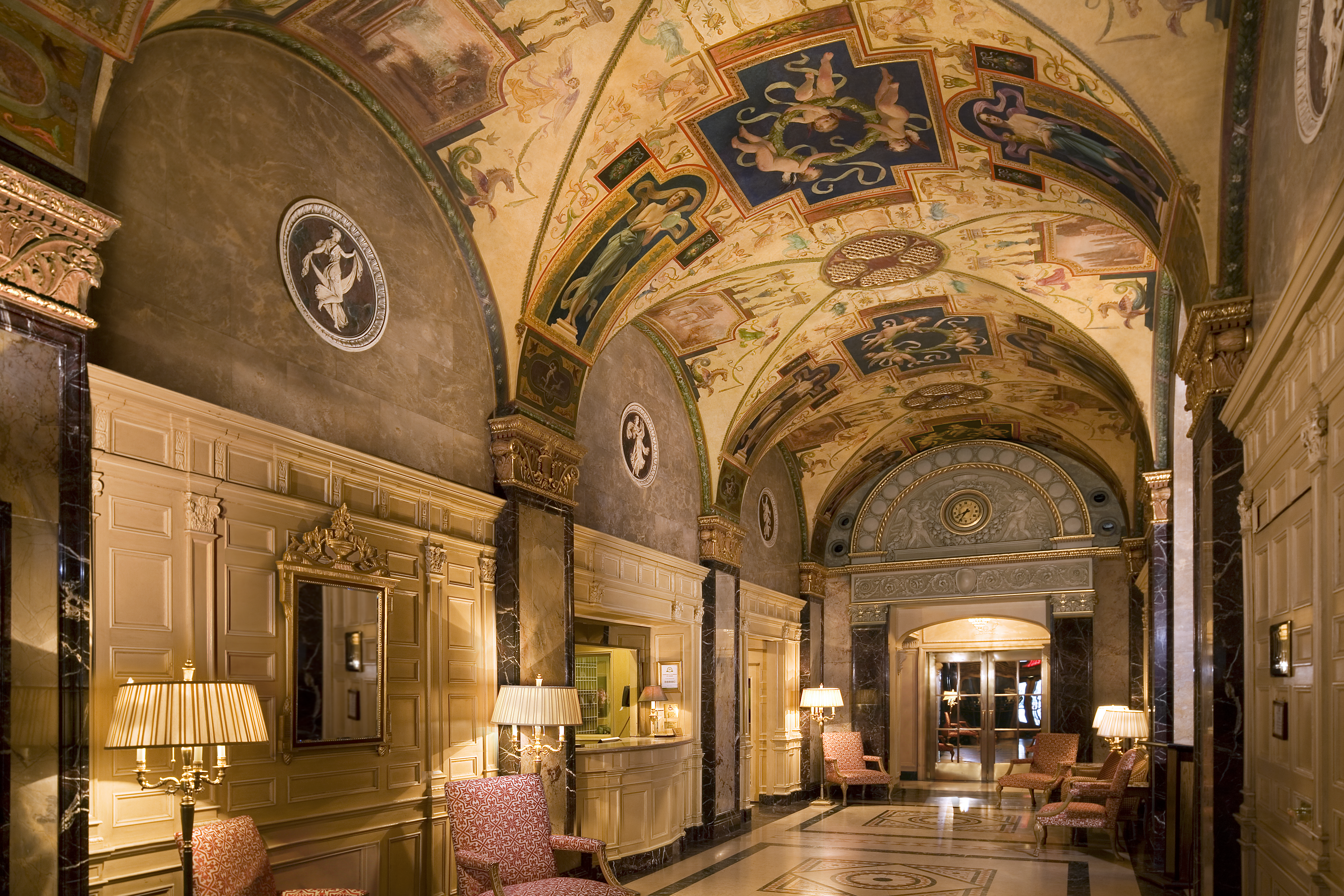
Das 2014 restaurierte Gewölbe in der Lobby
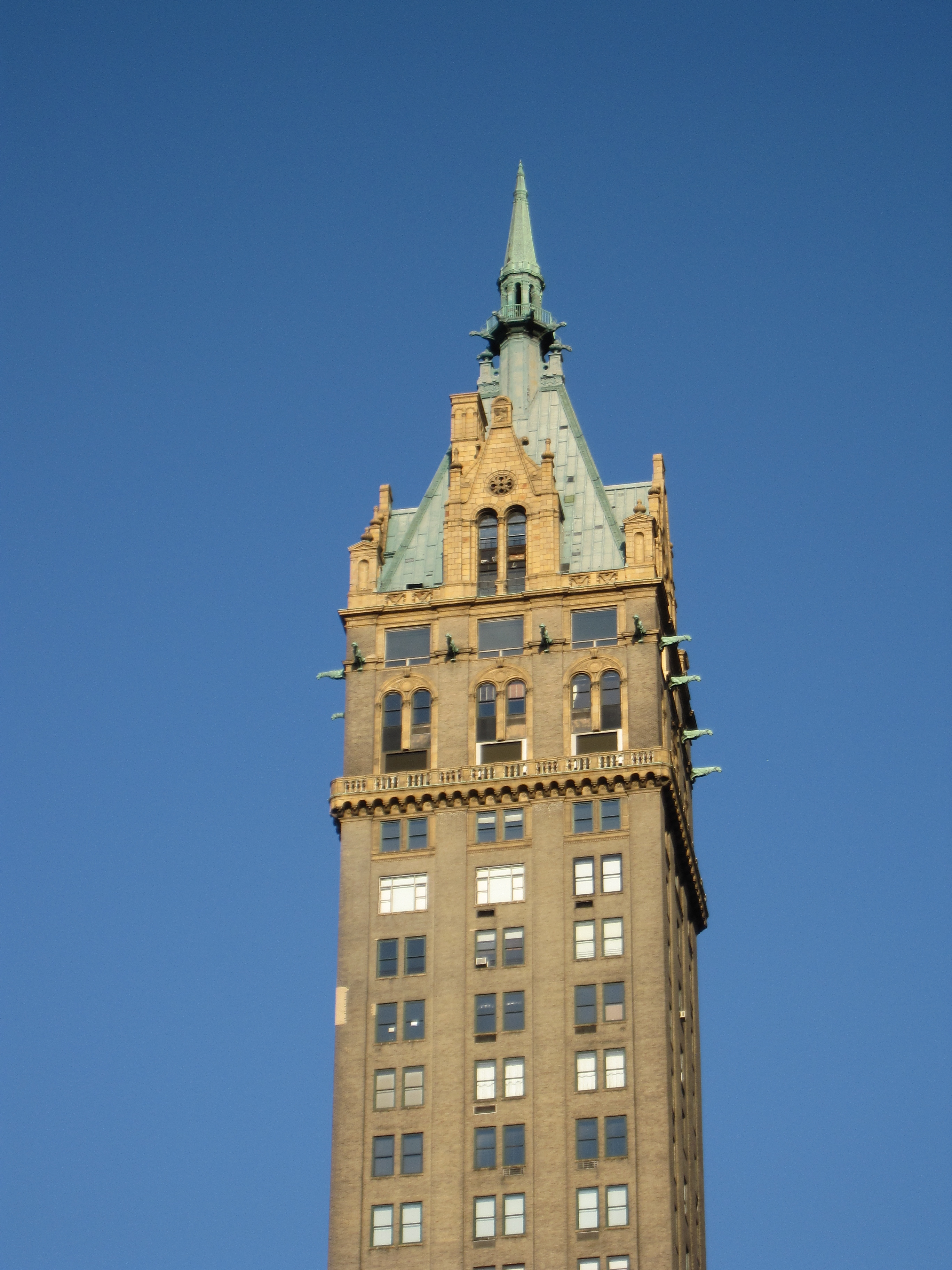
Die Turmspitze mit Pyramidendach
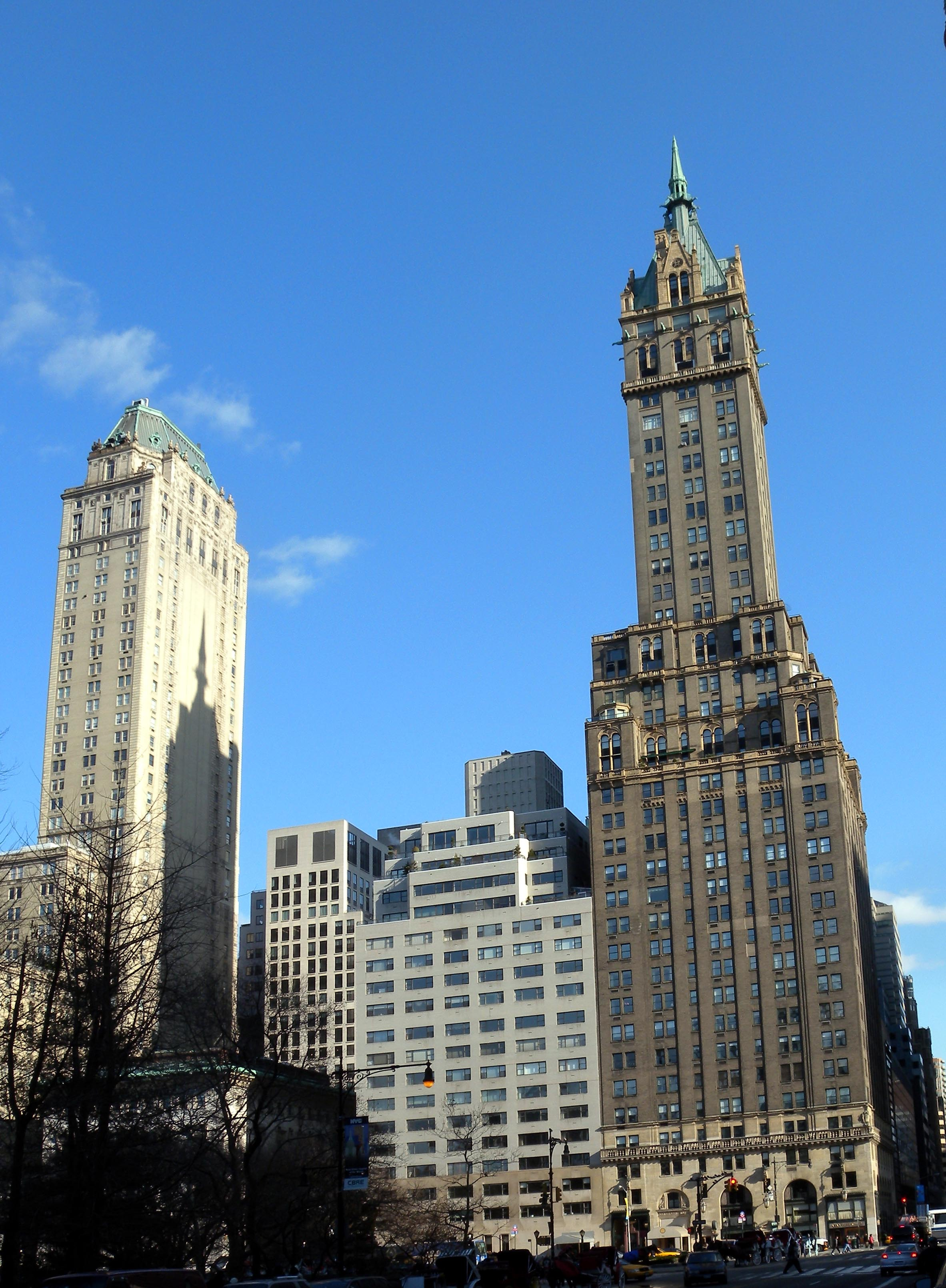
Blick von der 59th Street
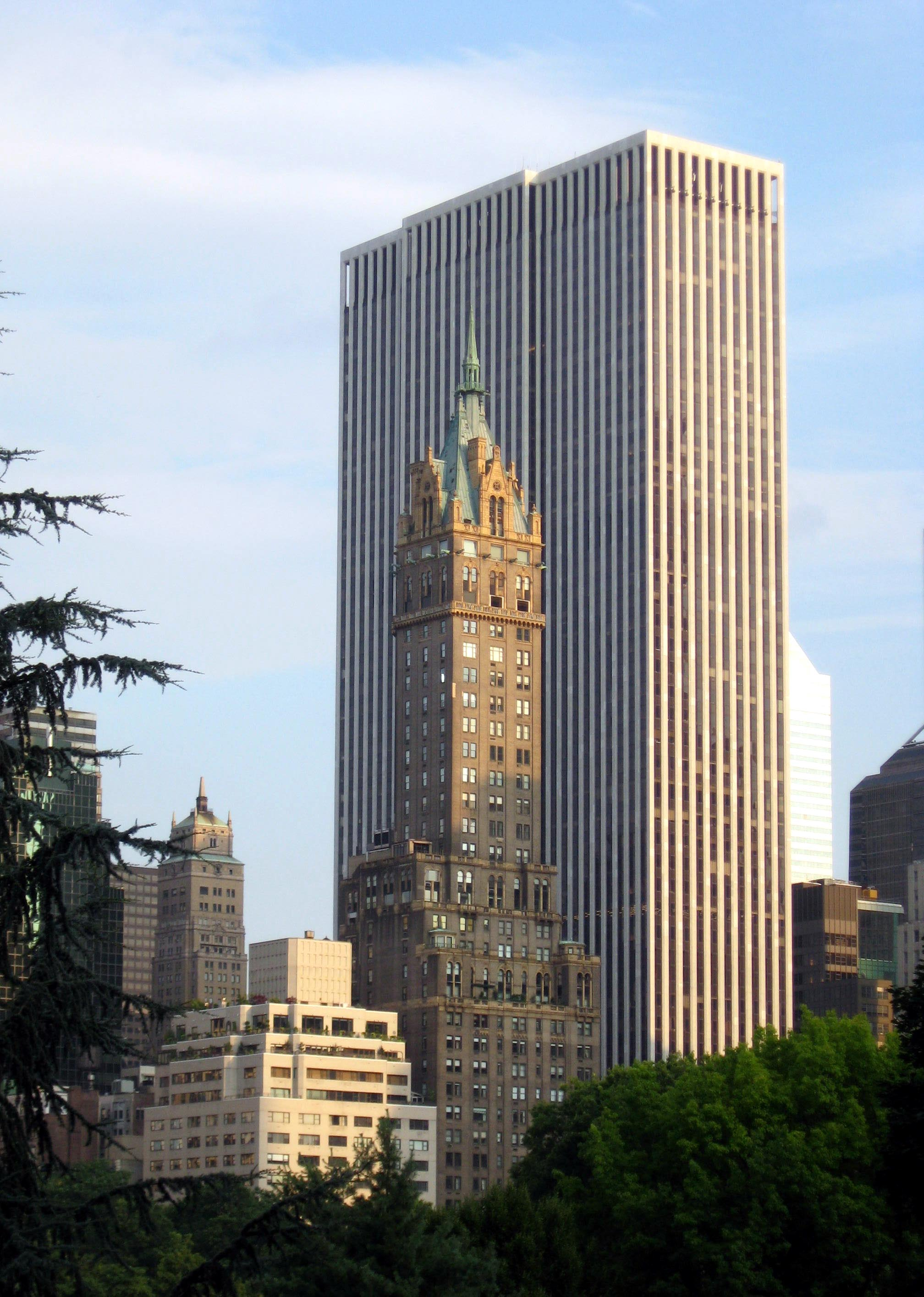
Sherry-Netherland und General Motors Building